# Noriyo Hiroi
Noriyo Hiroi (jap. 廣井 法代, Hiroi Noriyo; * 3. Mai 1976 in Shiozawa, Minamiuonuma-gun (heute: Minamiuonuma)) ist eine ehemalige japanische Skirennläuferin. Sie fuhr fast ausschließlich in den technischen Disziplinen Slalom und Riesenslalom und nahm von 1996 bis 2006 an über 90 Weltcuprennen teil, in denen sie neunmal unter die schnellsten 20 kam. Zudem nahm sie dreimal an Olympischen Winterspielen sowie an vier Weltmeisterschaften teil. Ihr bestes Ergebnis hierbei war der 14. Platz im Slalom der Olympischen Winterspiele 2002.

## Biografie
Nachdem Noriyo Hiroi bereits mehrere FIS-Rennen und Wettkämpfe im Far East Cup gewonnen hatte, startete sie ab der Saison 1996/97 auch im Weltcup. Erstmals in den zweiten Durchgang der besten 30 kam sie am 2. Februar 1997 im Slalom von Laax. Das Rennen beendete sie an 25. Position und gewann damit ihre ersten Weltcuppunkte. Kurz darauf nahm sie an den Weltmeisterschaften 1997 in Sestriere teil, wo sie jedoch im Slalom und im Riesenslalom ausschied. Auch bei den Olympischen Winterspielen 1998 in Nagano blieb sie von Ausfällen nicht verschont und kam weder im Slalom noch im Riesenslalom ins Ziel. Im Weltcup blieb die Japanerin nach ihrem ersten Punktegewinn über zwei Jahre lang ohne zählbarem Resultat und konnte erst in der Saison 1999/2000 wieder mehrmals punkten. Am Ende dieses Winter gewann sie als 30. in Sestriere ihren einzigen Weltcuppunkt im Riesenslalom. Im Europacup, an dem sie ab 1998 regelmäßig teilnahm, erzielte sie gute Ergebnisse und mit mehreren Podestplätzen erreichte sie in den Saisonen 1998/99 und 1999/2000 jeweils den vierten Rang in der Slalomwertung. Auch im Far East Cup war sie weiterhin erfolgreich und erzielte beispielsweise in der Saison 2000 den zweiten Platz in der Gesamt- und Slalomwertung sowie Rang drei im Riesenslalomklassement.
In der Saison 2000/01 gelangen Noriyo Hiroi auch im Weltcup bessere Resultate. Am 20. Dezember 2000 fuhr sie mit Platz 17 im Slalom von Sestriere erstmals unter die schnellsten 20 und eine Woche später erreichte sie mit Platz zehn in Semmering das beste Weltcupresultat ihrer Karriere. In der zweiten Saisonhälfte fuhr sie weitere drei Mal unter die schnellsten 16 und erreichte damit den 19. Platz im Slalomweltcup, der ihr bestes Gesamtergebnis war. Nachdem sie an den Weltmeisterschaften 1999 nicht teilgenommen hatte, startete Noriyo Hiroi wieder bei den Weltmeisterschaften 2001 in St. Anton am Arlberg und erzielte mit Platz 26 im Riesenslalom ihr erstes Ergebnis bei einem Großereignis. Im Slalom fiel sie erneut aus. Die Weltcupergebnisse der Saison 2000/01 konnte Hiroi in den nächsten Jahren nicht mehr wiederholen. Zwar fuhr sie mehrmals in die Punkteränge, schaffte es aber kaum noch unter die besten 20. Der 19. Platz im Slalom von Saalbach-Hinterglemm am 13. Januar 2002 blieb fast vier Jahre lang ihr letztes Top-20-Ergebnis im Weltcup, weshalb sie ab 2003 auch wieder vermehrt im Europacup startete. Am 25. Januar 2002 hatte sie ihr einziges Europacuprennen, den Slalom im slowenischen Rogla, gewonnen, kam danach aber in keinem Rennen mehr unter die besten fünf.
Eine gute Leistung zeigte die Japanerin bei den Olympischen Winterspielen 2002 in Salt Lake City. Dort lag sie im Slalom nach dem ersten Durchgang auf Rang 28, konnte sich aber mit der elftbesten Zeit im zweiten Lauf auf Rang 14 verbessern. Im Riesenslalom belegte sie Rang 29. Platzierungen um Rang 30 erzielte sie auch bei den Weltmeisterschaften 2003 in St. Moritz und 2005 in Bormio. In St. Moritz startete sie nur im Slalom und wurde 29., in Bormio ging sie wieder in beiden Disziplinen an den Start, wurde 30. im Riesenslalom, schied aber im Slalom aus. Am 11. Dezember 2005 erzielte Noriyo Hiroi mit Platz 18 im Slalom von Aspen ihr bestes Weltcupergebnis seit über viereinhalb Jahren und bis zum Ende der Saison 2005/06 – ihrer letzten – folgten noch zwei 20. Plätze in Zagreb und Ofterschwang. Bei ihrem letzten Großereignis, den Olympischen Winterspielen 2006 in Turin, erzielte sie Platz 26 im Riesenslalom und Rang 29 im Slalom.

## Erfolge

### Olympische Winterspiele
- Salt Lake City 2002: 14. Slalom, 29. Riesenslalom
- Turin 2006: 26. Riesenslalom, 29. Slalom

### Weltmeisterschaften
- St. Anton 2001: 26. Riesenslalom
- St. Moritz 2003: 29. Slalom
- Bormio 2005: 30. Riesenslalom

### Weltcup
- Neun Top-20-Platzierungen, davon einmal unter den besten zehn

### Europacup
- Saison 1998/99: 4. Slalomwertung
- Saison 1999/00: 4. Slalomwertung
- Ein Sieg (Slalom in Rogla am 25. Januar 2002) und weitere drei Podestplätze

### Far East Cup
(Gesamt- und Disziplinenwertungen erst ab der Saison 1999 bekannt)
- Saison 1999: 8. Gesamtwertung, 4. Riesenslalomwertung
- Saison 2000: 2. Gesamtwertung, 2. Slalomwertung, 3. Riesenslalomwertung
- Sechs Siege und weitere zwölf Podestplätze (ab 1995)

### Japanische Meisterschaften
(Ergebnisse erst ab 1995 bekannt)
- Japanische Meisterin im Slalom 1996 und 1999
- Japanische Meisterin im Riesenslalom 1998 und 1999